# 14-я гвардейская артиллерийская бригада
14-я отдельная гвардейская артиллерийская бригада «Кальмиус» — тактическое соединение Сухопутных войск Российской Федерации, ранее Народной милиции самопровозглашённой Донецкой Народной Республики. Название происходит от одноимённой реки, одной из крупнейших рек на Донбассе.

## История
Батальон был сформирован 21 июня 2014 года, когда один из его взводов принял присягу на площади Ленина в центре Донецка. Уже 26 июня он принял участие в штурме воинской части 3004 в Донецке, применив БРДМ. Первая попытка штурма была отбита, потери «Кальмиуса» составили пять человек ранеными. Однако затем батальон захватил воинскую часть. Основателем «Кальмиуса» считается генерал-майор Валентин Иванович Мотузенко.
16 июля подразделения батальона организовали успешную засаду близ села Тоненькое к северу от Донецка, в которой подбили две БМП и убили несколько солдат из 93-й отдельной механизированной бригады ВСУ. В конце июля — начале августа «Кальмиус» принимал участие в боях за Саур-Могилу в районе Снежного, Тореза и Шахтёрска. В боях в районе Шахтёрска батальон взял в плен 13 украинских военных в звании от рядового до подполковника. В этот период батальон действовал как одно из главных ударных формирований сепаратистов.
Осенью батальон был переформирован в одноимённую артиллерийскую бригаду и принимал участие в боях за Донецкий аэропорт и на Мариупольском направлении. 19 ноября бойцы бригады отметили праздник, 41 из них получил Георгиевский крест(ДНР), столько же медаль «За боевые заслуги»(ДНР) и 38 удостоились поощрительных грамот.
В конце января и первой половине февраля 2015 года бригада «Кальмиус» была замечена в Докучаевске, а затем приняла активное участие в боях под Дебальцево. Первоначально её подразделения держали в резерве, однако их ввод в бой наравне с несколькими другими подразделениями позволил замкнуть окружение украинской группировки.
16 февраля 2015 года бригада была включена в санкционный список Евросоюза, как «вооружённая сепаратистская группа, активно поддерживающая действия, подрывающие территориальную целостность, суверенитет и независимость Украины и еще больше дестабилизирующая Украину». Под санкции попал и её бывший замполит Эдуард Басурин
11 ноября 2015 года артиллерийской бригаде «Кальмиус» было присвоено почётное звание «гвардейская».

## Структура
- Штаб
- Пушечный дивизион (ПАДн)
- Гаубичный дивизион (ГАДн)
- Реактивный дивизион (РеАДн)
- Противотанковый дивизион (ПтДн)
- Батарея управления и разведки (БУАР)
- Рота материального обеспечения (РМО)

## Вооружение
На вооружении бригады в значительном количестве находятся гаубицы Д-30, «Мста-Б», самоходные установки «Гвоздика», «Гиацинт-Б», БМ-21 «Град», БМ-27 «Ураган», МТ-12 «Рапира», ПТУР «Фагот», 1Л219М «Зоопарк-1».

## Символика
Нашивка батальона представляет собой геральдический щит, разделённый на три полосы в цвет флага ДНР (чёрно-сине-красный). На переднем плане щита вертикально изображён серебристый меч остриём вниз. Над щитом кириллицей по-русски белая надпись «КАЛЬМИУС» на чёрном фоне. Под щитом перекрещенные пушки на красном фоне.
Эмблема бригады представляет собой геральдический щит-тарч с полукруглым вырезом в левом верхнем углу, на котором изображена отвлечённая собачья голова, повёрнутая направо; в правой верхней части щита расположена большая прописная буква «К».